# Chrysotus vulvanicola
Chrysotus vulvanicola är en tvåvingeart som beskrevs av Frey 1945. Chrysotus vulvanicola ingår i släktet Chrysotus och familjen styltflugor. Inga underarter finns listade i Catalogue of Life.